# Aarne Arvonen

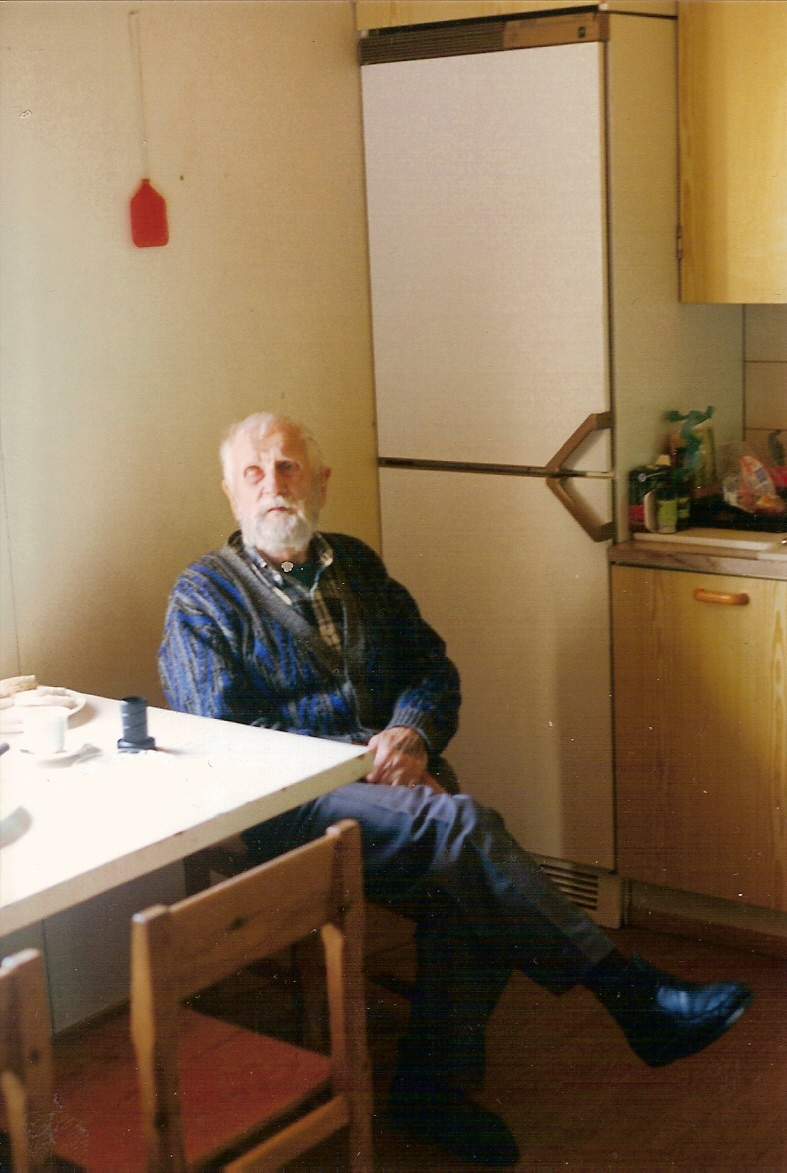
Aarne Arvonen w wieku 109 lat, 13 listopada 2006

Aarne Armas "Arska" Arvonen (ur. 4 sierpnia 1897, zm. 1 stycznia 2009) – Fin, znany z długowieczności, ostatni weteran wojny domowej w Finlandii.
Jest trzecim najstarszym w historii nordyckim mężczyzną za Christianem Mortensenem oraz Hermanem Smithem-Johannsenem.

## Życiorys
Aarne Armas Arvonen urodził się w Helsinkach. Wstąpił do Armii Czerwonej w 1918, gdzie służył w czasie finlandzkiej wojny domowej. Dwa miesiące przed nim zmarł Lauri Nurminen, ostatni członek Białej Armii. 
W późniejszych latach Arvonen zamieszkał w Kallio. Jego żoną była Sylvia Emilia (z domu Salonen, 1897–1938). Mieli dwie córki, Irmę i Paulę. Owdowiały Arvonen przeniósł się w 1938 do Järvenpää, gdzie pracował w fabryce mebli.
Arne Arvonen zmarł 1 stycznia 2009 w wieku 111 lat i 150 dni. W chwili śmierci był najstarszym mieszkańcem Finlandii oraz krajów nordyckich.